# Dreifarbiger Fuchsschwanz
Der Dreifarbige Fuchsschwanz oder Gemüse-Amarant (Amaranthus tricolor) ist eine Pflanzenart aus der Gattung Amarant (Amaranthus). Sie wird als Zierpflanze, auch als Gemüse und in der Medizin genutzt. Sie stammt ursprünglich aus dem tropischen Asien, wahrscheinlich aus Indien und ist beinahe weltweit in vielen Klimaten als Neophyt verbreitet. Cultivare weisen leuchtend gelbe, rote und grüne Blattfärbungen auf.

## Beschreibung

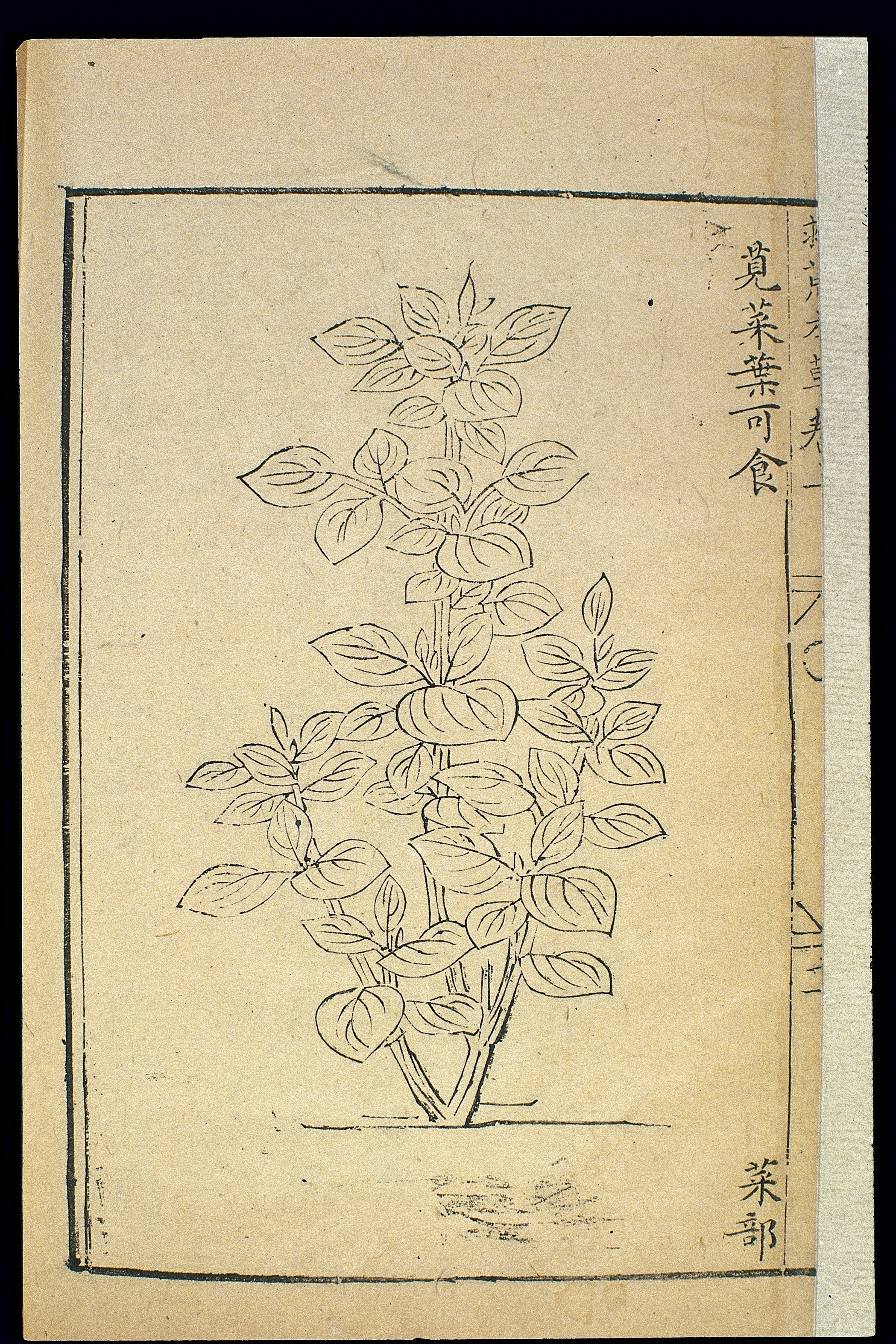
Illustration

### Vegetative Merkmale
Der Dreifarbige Fuchsschwanz wächst als aufrechte und leicht fleischige, grüne oder rote, nur wenig verzweigte, einjährige krautige Pflanze und erreicht Wuchshöhen von 80 bis 150 Zentimetern. Die wechselständig angeordneten Laubblätter sind in Blattstiel und Blattspreite gegliedert. Der grüne oder rote Blattstiel ist 2 bis 6 Zentimeter lang. Die kahle, grüne, gelbe oder rot-getönte, oft auch gefleckte Blattspreite ist bei einer Länge von 4 bis 12 Zentimetern sowie einer Breite von 3 bis 7 Zentimetern rhombisch-oval oder lanzettlich mit stumpfem oder leicht ausgebuchtetem oberen Ende. Der Spreitengrund ist breit und der Blattrand ganzrandig und manchmal leicht gelappt.

### Generative Merkmale
Die Blütezeit reicht von Juli bis August. Die Blütenstände sind dicht gepackt, die rundlich oder kolbenförmig entlang eines Stängels aufgereiht sind. Die Tragblätter sind bei einer Länge von etwa 4 mm oval-lanzettlich und durchscheinend. Die unscheinbaren, gelb-grünlichen Blüten sind dreizählig. Die Blütenhüllblätter sind lanzettlich. Der einfache Blütenstempel endet in einer dreigeteilten Narbe.
Die Fruchthüllen sind oval, länger als die Früchte und in die vertrockneten Kronblätter eingehüllt. Sie zerreißen während des Reifeprozesses und der obere Teil fällt als Käppchen ab. Die Samen sind schwarzbraun, flach-rundlich mit Wölbungen auf beiden Seiten, glatt und glänzend, etwa 1 mm groß.
Die Chromosomenzahl beträgt 2n = 34.

## Name
Aufgrund der weiten Verbreitung gibt es viele regionale Bezeichnungen. Die deutsche umgangssprachliche Bezeichnung bezieht sich auf die dichten Blütenstände, die im Laufe der Zeit zu langen Schnüren auswachsen.
Der wissenschaftliche Gattungsname Amaranthus bedeutet „Blume, die nie verblüht“ und das Artepitheton tricolor bedeutet dreifarbig.
Regionale Trivialnamen sind Amarante, brède de Malabar (französisch), Amaranto, bredo (portugiesisch), Mchicha (Swahili), Tampala, Tandaljo, Tandalja bhaji (Indien), in der Karibik Callaloo (als Zutat des gleichnamigen Gerichts), im englischen Sprachraum auch „Joseph's coat“ nach der biblischen Person Josef, der ein vielfarbiges Gewand getragen haben soll.
In Griechenland wird Amaranth oft als Chorta (χορτα) zu einem Spinat-ähnlichen Gemüse gekocht und in China heißt diese Pflanzenart Xian (chinesisch 苋, Pinyin xiàn oder 雁来红 yàn laí hóng, 救荒本草 jìu huāng běn cǎo, 老少年 lao shao nian, 盛京通志 lan jing tu zhi, 老来少 lao lai shao, 三色苋 san se xian).
In Korea heißt diese Pflanzenart bireum – koreanisch 비름, chambireum – koreanisch 참비름, und wird als namul zubereitet. Es gedeiht in Korea auch als Wildpflanze.
Diese Pflanzenart erscheint auch im Wappen des Gonville and Caius College (Cambridge), wo es als „flowers gentle“ bezeichnet wird.

## Vorkommen
Der Dreifarbige Fuchsschwanz kommt ursprünglich vor in Indien, Bangladesch, Sri Lanka, Indonesien, Thailand, Malaysia, Myanmar, Vietnam, Laos, auf den Philippinen, Salomonen und in Neuguinea. in Europa ist er eingebürgert in Italien und in Frankreich.

## Nutzung
Der Dreifarbige Fuchsschwanz ist eine C4-Pflanze, die besonders effektiv Kohlenstoff bindet. Sie wird neben der Nutzung als Zierpflanze vor allem als Gemüse gekocht. In Afrika werden auch die Samen als Stärke-Lieferant genutzt. Alle Teile der Pflanze werden auch in der Volksmedizin angewendet und gelten als Heilmittel für viele Krankheiten.

## Taxonomie
Der Dreifarbige Fuchsschwanz wurde 1753 von Carl von Linné in Species Plantarum, Band 2, Seite 989 als Amaranthus tricolor erstbeschrieben.
Amaranthus tricolor gehört traditionell zur Sektion Pyxidium, einem Verlegenheits-Taxon, das vermutlich keine monophyletische Einheit darstellt, in der Untergattung Albersia. Synonyme für Amaranthus tricolor sind: Amaranthus melancholicus L., Amaranthus tristis L., Amaranthus mangostanus L., Amaranthus polygamus L. Es handelt sich um eine variable, vielgestaltige Art.
Synonyme sind:
- Amaranthus amboinicus Buch.-Ham. ex Wall.
- Amaranthus bicolor Nocca ex Willd.
- Amaranthus cuspidatus Vis.
- Amaranthus dubius Mart. (nom. inval.)
- Amaranthus flexuosus Moq.
- Amaranthus gangeticus L.
- Amaranthus inamoenus Willd.
- Amaranthus incomptus Willd.
- Amaranthus japonicus Houtt. ex Willd.
- Amaranthus japonicus Houtt. ex Steud.
- Amaranthus lanceolatus Roxb.
- Amaranthus lancifolius Roxb.
- Amaranthus lividus Roxb. (nom. illeg.)
- Amaranthus mangostanus Blanco
- Amaranthus melancholicus L.[10]
- Amaranthus oleraceus Roxb.
- Amaranthus polygamus Roxb.
- Amaranthus rotundifolius Moq.
- Amaranthus salicifolius H.J.Veitch
- Amaranthus tristis L.
- Blitum gangeticum Moench
- Blitum melancholicum Moench
- Glomeraria bicolor Cav. ex Moq.
- Glomeraria tricolor (L.) Cav.

Amaranthus gangeticus L. wird oft als Synonym von Amaranthus tricolor angesehen, tatsächlich ist die Zuordnung des Namens zu einer Art nicht möglich (nomen incertae sedis), da die Erstbeschreibung nicht eindeutig auf eine Art zu beziehen ist und Beschreibung und Herbarbelege im Herbar Linnés nicht zusammenpassen. Die Blüten der oft (irrtümlich) unter diesem Namen angebotenen gärtnerischen Sippe, die auch als „Elefantenkopf-Amaranth“ bezeichnet wird, sind dunkel-purpurn.